# David Randall
David Randall, né en avril 1951 et mort le 17 juillet 2021, est un journaliste britannique et auteur de The Universal Journalist, un manuel sur le journalisme. Il est rédacteur en chef adjoint de The Observer jusqu'en 1998 puis  rejoint The Independent on Sunday et y travaille jusqu'à sa retraite en 2013.

## Formation
Randall est né à Ipswich en 1951. Il étudie l'économie au Clare College de Cambridge. Pendant son séjour à Cambridge, il est recruté pour écrire pour le journal étudiant Varsity par le rédacteur en chef Jeremy Paxman et écrit dans la chronique hebdomadaire intitulée "Les aventures de Druisilla Nutt-Tingler".

## Carrière
Après une brève période en tant que comédien professionnel et chef de marque dans une entreprise de cosmétiques, Randall rejoint le The Croydon Advertiser tant que journaliste stagiaire en 1974 et devient rédacteur en chef du journal en 1980,.
Il rejoint The Observer un an plus tard en tant que rédacteur sportif adjoint. Il est promu au poste de rédacteur en chef adjoint.
Randall rejoint The Independent on Sunday en 1998. Il y travaille comme rédacteur en chef et chroniqueur jusqu'à sa retraite en 2013.

## Livres
Randall est l'auteur de The Universal Journalist, un manuel sur le journalisme.
Dans une critique du livre dans la British Journalism Review, Ann Leslie déclare combien " [elle] aurait aimé que ce livre ait existé lorsqu'[elle] était jeune journaliste". Dans le livre Journalism, Ethics and Society, David Berry qualifie Randall de « critique éminent du débat » concernant l'éthique journalistique et cite Randall comme faisant valoir dans The Universal Journalist que « les objectifs et les résolutions des débats éthiques sont irréalistes dans le monde réel de la pratique [du journalisme] ».
Randall est aussi l'auteur de The Great Reporters, qui présente treize reporters qu'il considère comme les meilleurs journalistes. Parmi les journalistes inclus figurent Edna Buchanan, William Howard Russell, Hugh McIlvanney, Ann Leslie et AJ Liebling,.

## Vie privée
Randall est marié à Pam jusqu'à sa mort. Ensemble, ils ont eu quatre enfants : Guy, Paul, Simon et Tom,.
Randall réside à Croydon lors de sa retraite. Il décède dans la semaine du 11 au 17 juillet 2021, à 70 ans,,.